# العلاقات البريطانية السيشلية
العلاقات البريطانية السيشلية هي العلاقات الثنائية التي تجمع بين المملكة المتحدة وسيشل.

## مقارنة بين البلدين
هذه مقارنة عامة ومرجعية للدولتين:
| وجه المقارنة                                              | المملكة المتحدة                 | سيشل                                                |
| --------------------------------------------------------- | ------------------------------- | --------------------------------------------------- |
| المساحة (كم2)                                             | 242.50 ألف                      | 459                                                 |
| عدد السكان (نسمة)                                         | 66.02 مليون                     | 95.84 ألف                                           |
| الكثافة السكانية (ن./كم²)                                 | 272.25                          | 20.88 ألف                                           |
| العاصمة                                                   | لندن                            | فيكتوريا                                            |
| اللغة الرسمية                                             | لغة إنجليزية، اللغة الويلزية    | لغة فرنسية، لغة إنجليزية، اللغة الكريولية السيشيلية |
| العملة                                                    | جنيه إسترليني                   | روبية سيشلية                                        |
| الناتج المحلي الإجمالي (بليون دولار)                      | 2.62 تريليون                    | 1.49 مليار                                          |
| الناتج المحلي الإجمالي (تعادل القوة الشرائية) بليون دولار | 2.72 تريليون                    | 2.54 مليار                                          |
| الناتج المحلي الإجمالي الاسمي للفرد دولار أمريكي          | 43.88 ألف                       | 15.48 ألف                                           |
| الناتج المحلي الإجمالي للفرد دولار أمريكي                 | 40.23 ألف                       | 26.42 ألف                                           |
| مؤشر التنمية البشرية                                      | 0.907                           | 0.772                                               |
| رمز المكالمات الدولي                                      | +44                             | +248                                                |
| رمز الإنترنت                                              | .uk، .gb                        | .sc                                                 |
| المنطقة الزمنية                                           | توقيت غرينيتش، توقيت غرب أوروبا | ت ع م+04:00                                         |

## منظمات دولية مشتركة
يشترك البلدان في عضوية مجموعة من المنظمات الدولية، منها:
| علم المنظمة | اسم المنظمة                               | تاريخ انضمام المملكة المتحدة | تاريخ انضمام سيشل |
| ----------- | ----------------------------------------- | ---------------------------- | ----------------- |
|             | يونسكو                                    | 4 نوفمبر 1946                | 18 أكتوبر 1976    |
|             | وكالة ضمان الاستثمار متعدد الأطراف        | 12 أبريل 1988                | 15 سبتمبر 1992    |
|             | الأمم المتحدة                             | 24 أكتوبر 1945               | 21 سبتمبر 1976    |
|             | دول الكومنولث                             | 11 ديسمبر 1931               | 1976              |
|             | الفريق المعني برصد الأرض                  | ?                            | ?                 |
|             | الاتحاد البريدي العالمي                   | ?                            | ?                 |
|             | البنك الدولي للإنشاء والتعمير             | 27 ديسمبر 1945               | 29 سبتمبر 1980    |
|             | الاتحاد الدولي للاتصالات                  | 24 فبراير 1871               | 17 سبتمبر 1999    |
|             | منظمة حظر الأسلحة الكيميائية              | ?                            | 29 أبريل 1997     |
|             | مؤسسة التمويل الدولية                     | 20 يوليو 1956                | 11 يونيو 1981     |
|             | المركز الدولي لتسوية المنازعات الاستشارية | 18 يناير 1967                | 19 أبريل 1978     |
|             | منظمة الشرطة الجنائية الدولية             | ?                            | 1 سبتمبر 1977     |
|             | البنك الإفريقي للتنمية                    | ?                            | ?                 |

## وصلات خارجية
- موقع وزارة الخارجية البريطانية
- موقع وزارة الخارجية السيشلية